# 1942 у літературі

## Народились
- 4 лютого — Клаус Тевеляйт, німецький літературознавець, культуролог, письменник.
- 24 червня — Ґерхард Рот, австрійський письменник.
- 25 червня — Мішель Трамбле, франко-канадський драматург і прозаїк.
- 1 вересня — Антоніу Лобу Антуніш, португальський письменник.

## Померли
- 28 червня — Янка Купала, білоруський класик літератури, письменник, поет та драматург

## Нові книжки
- Альбер Камю. Сторонній